# Alexandra Jiménez
Alexandra Jiménez Arrechea est une actrice espagnole née le 4 janvier 1980 à Saragosse, en Espagne.

## Biographie
Alexandra Jiménez Arrechea est née le 4 janvier 1980 à Saragosse (Espagne). Elle a commencé à apprendre le ballet à l'Étude de Danse de María d'Ávila à Saragosse, dans les pas de sa soeur, tout en étudiant au collège, la plupart du temps à distance. Elle devint danseuse professionnelle à 15 ans lorsqu'elle travailla comme danseuse dans le Ballet National de Cuba, mais une lésion au pied droit la conduisit à repenser son avenir et à se diriger vers l'art dramatique, chose qu'elle avait toujours voulu faire même avant d'être danseuse. Elle a suivi des études d'interprétation à l'École Universitaire des Arts TAI de Madrid.
Alexandra a étudié le ballet à l'Étude de danse María de Ávila à Saragosse ainsi qu'au Conservatoire royal de danse de Madrid, devenant ainsi danseuse professionnelle à l'âge de 15 ans. À la suite d'une lésion au pied droit, elle décide d'abandonner le ballet et de se consacrer à l'art dramatique.
Elle commence ainsi des études à l'École des arts et spectacles de Madrid et, en parallèle, décroche ses premiers petits rôles dans des séries télévisées telles que Periodistas, Policías, en el corazón de la calle, ou Compañeros.
Le rôle qui la rendra célèbre est sans conteste celui d'Africa dans la série télévisée La Famille Serrano, dans laquelle elle interprète une adolescente dotée d'un fort caractère mais qui au fond est douce et sensible.
Elle fait ses premiers pas sur le grand écran dans le film La fiesta (2003) de Manuel Sanabria et Carlos Villaverde.
En 2012, elle joue dans la comédie populaire Promocion Fantasma traduit Ghost graduation.
En 2021 elle joue la lieutenante Ortiz dans la série espagnol El Inocente adaptée du roman The innocent d'Harlan Coben traduit en français en 2006.

## Filmographie

### Télévision
- 1998 : Periodistas
- 1999 : Compañeros
- 2002 : Policias, en el corazon de la calle
- 2003 : Tres son multitud
- 2004 : La Famille Serrano
- 2007 : Buenafuente
- 2009-2011 : La Pecera de Eva
- 2013 : la familia
- 2019 : La main au collet, la série
- 2021 : Innocent

### Cinéma

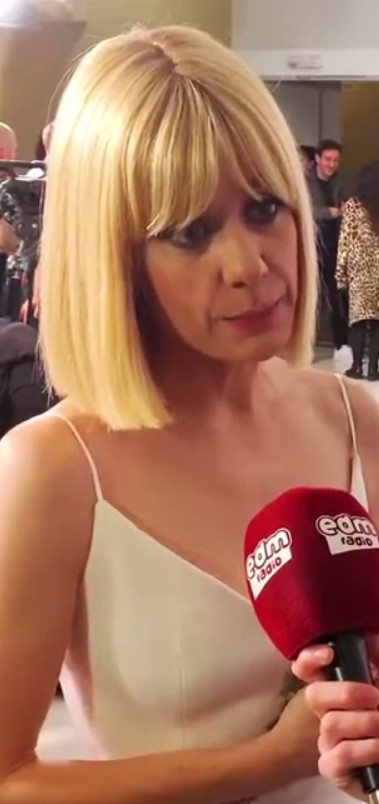
Alexandra Jiménez.

- 2003 : Low Bat, de Felipe Martinez
- 2003 : La fiesta, de Manuel Sanabria et Carlos Villaverde
- 2003 : Los Anillos de Saturno, de Manuel Sanabria
- 2003 : Historia de un cuidadano, de Pablo Salvatierra
- 2004 : Demonios de corta vista, de Javier Kuhn
- 2004 : A Mario, de Papick Lozano
- 2004 : El mono de Hamlet, de Alberto Sanchez
- 2008 : Fuera de carta, de Nacho García Velilla
- 2009 : Spanish Movie, de Javier Ruiz Cal.  2017  : toc tocdera
- 2013 :  ghost graduation
- 2015 : Anacleto : Agente secreto
- 2017 : Toc Toc
- 2018 : Les distàncies
- 2018 : Superlópez
- 2019 : Une catastrophe n'arrive jamais seule